# Kren
Kren, Kran o Krren, es el dios del sol en la mitología selknam. Es uno de los howenh más importantes, puesto que simboliza el fin de la sociedad matriarcal y el inicio de la sociedad patriarcal. Su figura se asocia al origen de la ceremonia del Hain.
Kren era apreciado por los selknam, ya que se le considera benevolente y bienintencionado con los hombres. Debido a su habilidad e inteligencia, todos los demás se subordinan a su juicio.

## Mitología

### Nacimiento y familia
Kren era hijo de Kranakhátaix, el antiguo dios del sol. Mientras Kranakátaix se encontraba en el cielo, Kren estaba aún en la tierra, donde era un hábil cazador. Una vez que su padre dejó de brillar, Kren pasó a ser el nuevo dios del sol.
Kren estaba casado con Kre, la diosa de la luna, y juntos tenían una hija, Tamtam.

### Fin del matriarcado
Durante la era de mitológica, Kre, esposa de Kren fue considerada por mucho tiempo la howenh más poderosa, luego de Temáukel. Las howenh más jóvenes ganaban su posición social de mujeres adultas mediante la ceremonia del Hain. En dicha ceremonia, las jóvenes howenh simulaban ser poderosos espíritus provenientes del inframundo con el fin de atemorizar a los howenh masculinos y someterlos bajo su poder. Sin embargo, en una ocasión, durante la realización de la ceremonia del Hain, tres howenh, Sit, Kehke y Chechu, provenientes del Kéikruk o Cielo Oeste, descubrieron la verdad. Sit dio aviso a los demás hombres y Kren, furioso por la revelación, arrojó a su esposa Kre al fuego, razón por la cual la luna presenta manchas. Kren ordenó matar a todas las howenh que conocían el secreto del Hain, sobreviviendo sólo aquellas que no habían sido iniciadas. Entre las howenh asesinadas estaba la misma hija de Kren, Tamtam.
Lo ocurrido puso fin al matriarcado existente hasta entonces, y dio origen a la ceremonia del Hain masculino.